# Киевац (община Сурдулица)
Киевац е село в община Сурдулица, Пчински окръг, Сърбия. Според преброяването от 2011 г. населението му е 99 жители.

## Население
- 1948 – 954
- 1953 – 1305
- 1961 – 1100
- 1971 – 718
- 1981 – 427
- 1991 – 318
- 2002 – 183

## Етнически състав
(2002)
- 182 (99,45%) – сърби
- 1 (0,54%) – непознати